# 액스
액스(AXE)는 다국적 기업 유니레버가 보유한 남성 그루밍 제품 브랜드이다. 1983년 유니레버에서 처음 출시되었으며 젊은 남성을 대상으로 한 제품을 출시하고 있다. 영국과 아일랜드, 오스트레일리아, 뉴질랜드에서는 링크스(Lynx)라는 브랜드로 제품이 출시되고 있다. 

## 제품

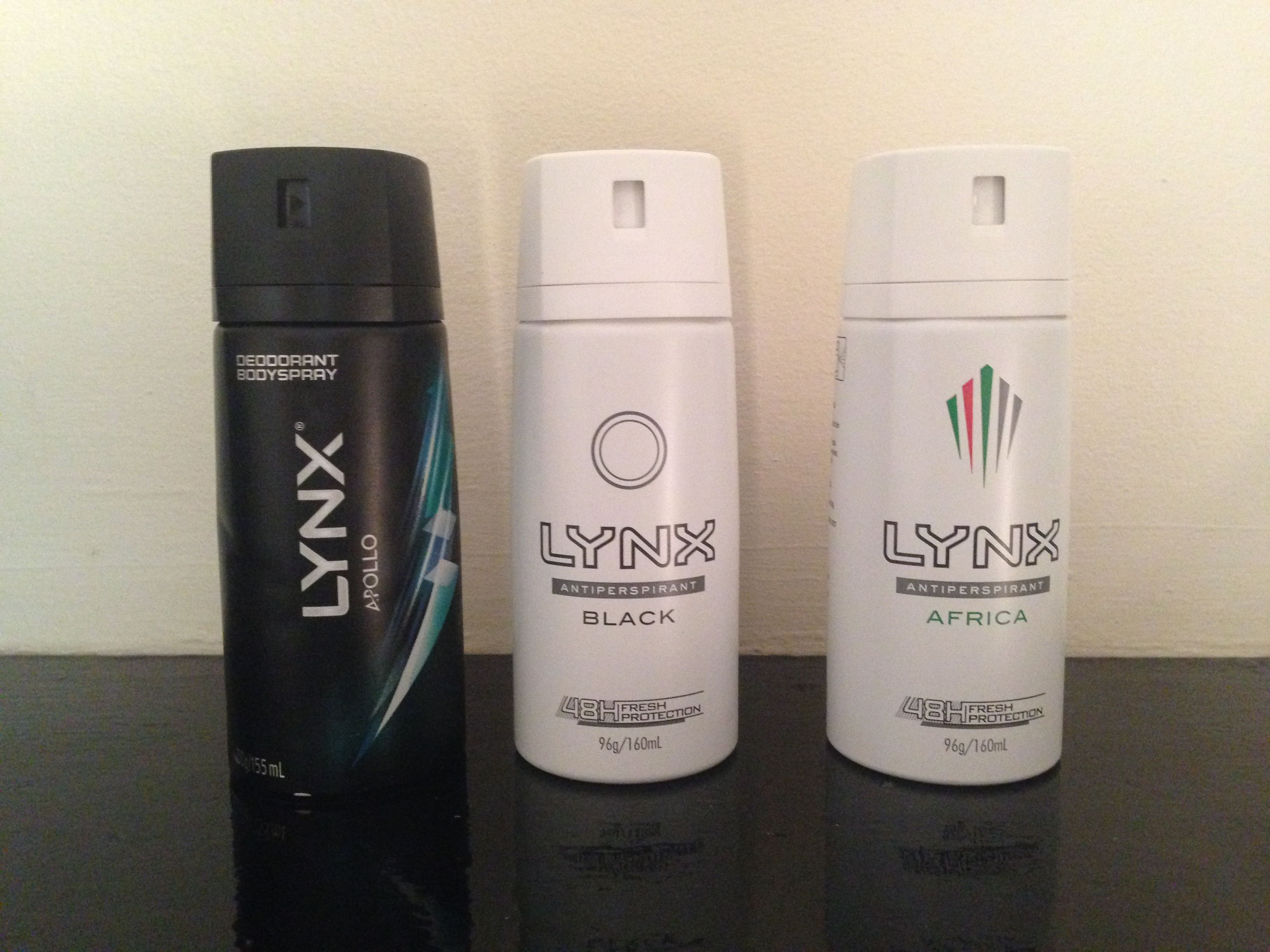
링크스 데오도란트

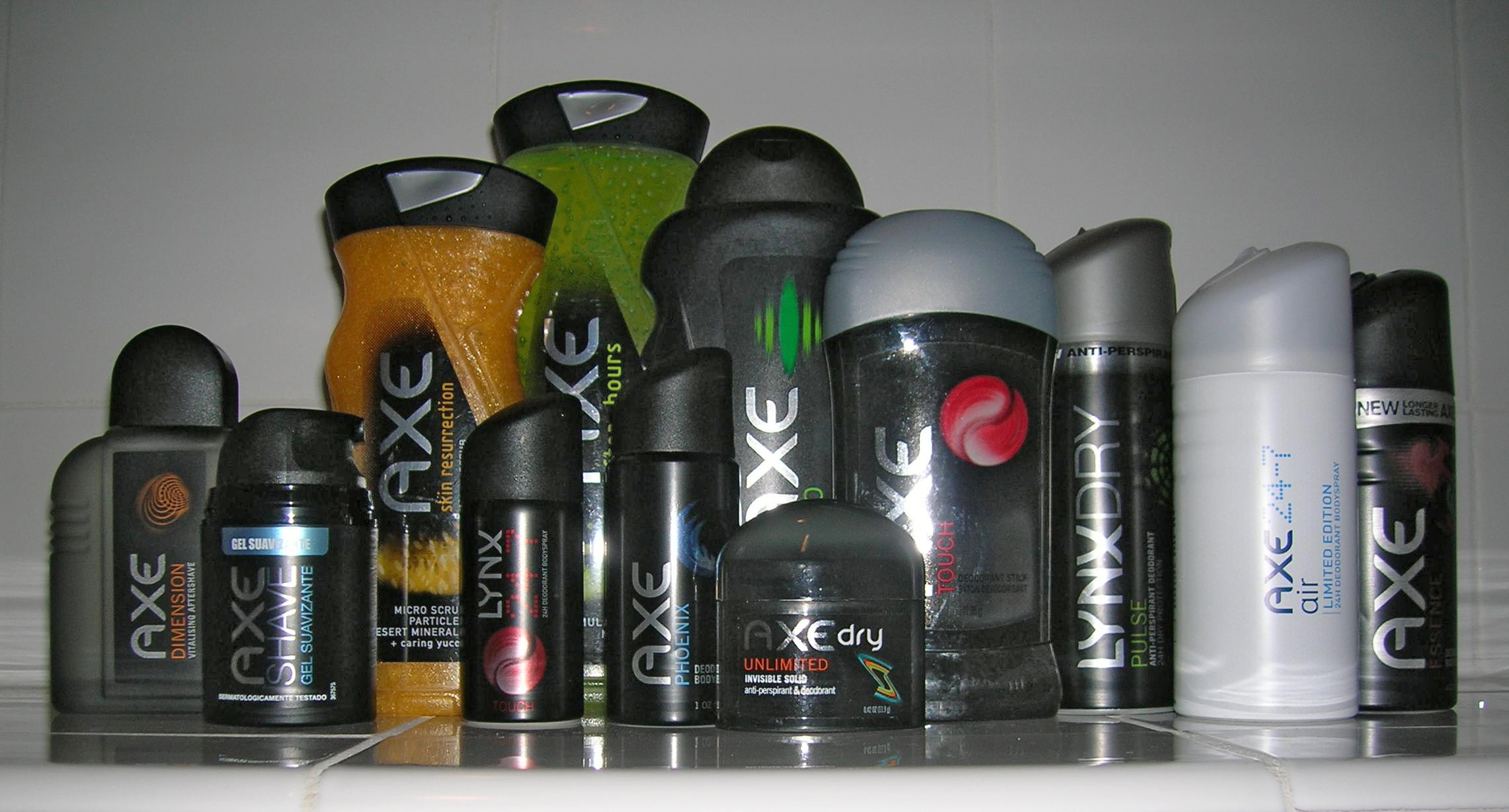
액스 제품 모음

액스는 유니레버의 다른 브랜드인 임펄스에 영향을 받아 1983년 프랑스에서 출시되었다. 유니레버는 다양한 종류의 제품을 출시하였으나, 액스와 관련된 상표권 문제 때문에 영국과 아일랜드, 오스트레일리아, 뉴질랜드에서는 링크스라는 다른 브랜드를 사용해야 하였다. 남아프리카 공화국 등 몇몇 국가에서는 EGO라는 브랜드로 출시되었다. 
1983년부터 1989년까지 머스크(Musk), 스파이스(Spice), 앰버(Amber), 오리엔탈(Oriental) 등 향을 설명하기 위하여 다양한 이름이 붙여졌으며, 1990년부터 1996년까지 향에는 지역적인 이름이 붙여졌다. 2009년, 액스 블릿(AXE Bullet)이라고 불리는 8센티미터의 용기가 출시되었다. 
대부분의 향에서는 그것과 맞는 샤워 젤이 출시되며, 때로는 데오도란트 스틱이나 애프터쉐이브 로션이 출시되기도 한다. 액스 샴푸는 레귤러, 트래블, XL 등 세 가지 크기로 출시된다. 액스는 또한 액스 디테일러(Axe Detailer)라는 샤워 스크럽 도구도 출시하고 있다. 

## 같이 보기
- 올드 스파이스: P&G의 남성 그루밍 제품 브랜드